# Leucopis lusoria
Leucopis lusoria är en tvåvingeart som beskrevs av Johann Wilhelm Meigen 1830. Leucopis lusoria ingår i släktet Leucopis och familjen markflugor. Inga underarter finns listade i Catalogue of Life.